# Ловек
Ловек (кхмер. លង្វែក lŭəŋ.ˈʋɛːk или ល្វែក lʋɛːk; дословно — «распутье») — столица Камбоджи с 1528 по 1594 год.
В течение XIV—XV веков Камбоджа находилась в состоянии упадка. После разграбления Ангкора Ловек был выбран новой столицей страны. Камбоджа находилась в состоянии затмения. В 1553 году король Анг Тян I приказал построить для себя дворец в Ловеке. Сиамский король Наресуан завоевал Ловек в 1593 году. В 1618 году столица Камбоджи была перенесена в Удонг.